# Кранцберг
Кранцберг (нем. Kranzberg) — община в Германии, в земле Бавария.
Подчиняется административному округу Верхняя Бавария.

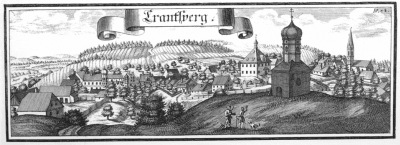
Кранцберг, ок. 1700

Входит в состав района Фрайзинг. Население составляет 4011 человек (на 31 декабря 2010 года). Занимает площадь 39,50 км².